# ロドニー・ジャーキンス
ロドニー・ロイ・ジャーキンス（Rodney Roy Jerkins、1977年7月29日 - ）は、アメリカ合衆国の音楽プロデューサー、ソングライター、ラッパー。ダークチャイルドのステージネームで知られており、同名のプロダクションのCEOも務めている。
プロデューサーやソングライターとしてグラミー賞では18のノミネートと2冠を受賞している。

## 主なプロデュース楽曲
- アリーヤ - 「エヴリシングズ・ゴナ・ビー・オールライト」(1996)
- メアリー・J. ブライジ - 「アイ・キャン・ラヴ・ユー」(1997)
- ブランディ＆モニカ - 「ボーイ・イズ・マイン」(1997)
- モニカ - 「エンジェル・オブ・マイン」(1998)
- ホイットニー・ヒューストン - 「イッツ・ノット・ライト・バット・イッツ・オーケイ」(1998)
- ホイットニー・ヒューストン＆ジョージ・マイケル「イフ・アイ・トールド・ユー・ザット」(2000)
- デスティニーズ・チャイルド - 「セイ・マイ・ネーム」(2000)
- 宇多田ヒカル - 「タイム・リミット」(2000)
- スパイス・ガールズ - 「ホラァー」(2000)
- マイケル・ジャクソン - 「ユー・ロック・マイ・ワールド」(2001)
- ビヨンセ フィーチャリング ジェイ・Z - 「デ・ジャヴ」(2006)
- ジャネット・ジャクソン - 「フィードバック」(2007)
- レディー・ガガ フィーチャリング ビヨンセ「テレフォン」(2009)
- ジャスティン・ビーバー - 「アズ・ロング・アズ・ユー・ラヴ・ミー」(2012)
- SZA - 「シャツ」(2022)